# Grigori Vacar
Grigori Vacar (în ucraineană Григорій Васильович Вакар; n. 1901, Mîronî, Gubernia Podolia, Imperiul Rus – d. 3 noiembrie 1937, Sandarmokh⁠(d), RSFS Rusă, URSS; a fost cunoscut sub pseudonimul Gro Vakar sau Vakar) a fost un scriitor și poet-futurist sovietic ucrainean.

## Biografie
S-a născut în satul Miron din ținutul Balta, gubernia Podolia, Imperiul Rus (azi în Ucraina), într-o familie de țărani. Din 1923, a locuit la Odesa, unde a studiat agronomia la Institutul agricol, în acest timp a publicat poezie în ziarul regional Cervonîi step („Stepa roșie”).
După finalizarea studiilor superioare, în 1927 s-a mutat la Harkov, unde s-a alăturat asociației Nova ghenerația („Noua Generație”). A lucrat ca angajat, a publicat poezie în revistele Vsesvit („Universul”) și „Noua Generație”.
În 1932, a publicat romanul anticolonial Poizdi pidut' na Parij („Trenurile vor merge la Paris”). Pe baza poveștilor unui fost membru al Legiunii Străine din Africa, de asemenea, a scris o carte de proză documentară Rumi rijut' arabiv („Rumii îi măcelăresc pe arabi; rumi – așa îi spuneau arabii francezilor).
În 1934 s-a stabilit la Kiev, iar în vara aceluiași an, a fost arestat pentru prima dată. În câteva luni, a fost eliberat în baza ordinului de a rămâne acasă. A fost arestat din nou în noiembrie 1934 și condamnat în martie 1935 la cinci ani de lagăr. Și-a ispășit pedeapsa la Solovki. A fost executat prin împușcare pe 3 noiembrie 1937 în zona Sandarmoh (lângă Sankt-Petersburg).
A fost reabilitat de completul judiciar al Curții Supreme a RSS Ucrainene (14 august 1959) și Tribunalul Regional din Arhangelsk (4 august 1965).
- Шевченко С. В. Наган-країна. — Київ : Український пріоритет, 2019. — pp. 65—78. — ISBN: 978-617-7656-44-8.
- Шевченко С. В. Ґро Вакар: ім'я з мороку Соловків [Архівовано 16 липня 2015 у Wayback Machine.] // Дзеркало тижня. Україна. — 2015. — № 21. — 12–19 червня.
- Українська авангардна поезія (1910–1930-ті роки): Антологія / Упор. Олег Коцарев, Юлія Стахівська; передм. Олега Ільницького. — Київ : Смолоскип, 2014. — pp. 89–99. — ISBN: 978-966-2164-71-8.
- Шевченко С. В. Імперія терору. — К.: Фенікс, 2021. — pp. 56—70, 242.